# スワヒリ語
スワヒリ語（スワヒリご、Kiswahili）は、ニジェール・コンゴ語族のベヌエ・コンゴ語群のバントゥー語群
に属す、アフリカ東岸部で国を越えて広く使われている言語。ケニア、タンザニア、ウガンダ、ルワンダでは公用語となっている。
スワヒリ語自体では、「〜語」を意味する接頭辞ki-を付けてKiswahili（キスワヒリ）という。なおWaswahiliはスワヒリ語圏の人々を、Uswahiliはスワヒリの人々の文化を指す。

## 概要

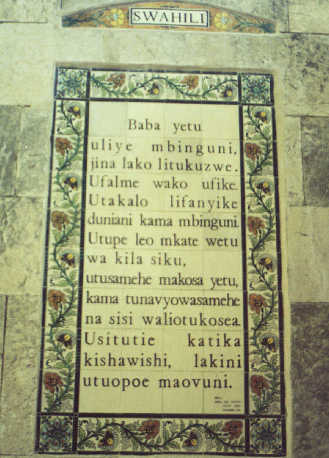
もともとスワヒリ語はアラビア文字で書かれていたが、19世紀末以後宣教団によってラテン文字の記述法が開発され、主流となった。この文章はローマ・カトリックの主の祈りである。最上部にスワヒリ語でBaba Yetu（ババ・イェトゥ、我らの父）との表記がある

スワヒリ語は東アフリカ沿岸地域の多くの民族の母語となっているバントゥー諸語の一つである。 数世紀にわたるアラブ系商人とバントゥー系諸民族の交易の中で、現地のバントゥー諸語にアラビア語の影響が加わって形成された言語であり、語彙の約50％はアラビア語に由来する（ただし、21世紀初頭において使用されているアラビア語由来の語彙は30％程度であり、しかも英語などによって置き換えられつつあるため減少傾向にある）。しかしあくまでもアラビア語の影響は語彙の借用にとどまっており、語幹はあくまでもバントゥー諸語のものであるため、ピジン言語やクレオール言語ではなく、バントゥー諸語のひとつに分類されている。また、ペルシャ語、ドイツ語、ポルトガル語、インドの言語、英語からの借用語も見られる。母語としての使用者は、ザンジバル全域で使用されているほかはケニアおよびタンザニアの沿岸部において使用されるのみであるが、現在、東アフリカでは主に第二言語として数千万人に使用されており、異なる母語を持つ民族同士の共通語としての役割を果たしている。
タンザニア、ケニアでは公用語、コンゴ民主共和国では国語に定められている。また、ウガンダは1992年にスワヒリ語を小学校の必修科目に指定し（実態は伴っていない）、2005年には東アフリカ連邦構想を念頭に公用語に指定した。スワヒリ語とその近縁の言語は、コモロのほぼ全域（コモロ語参照）、ブルンジ・ルワンダ・ザンビア北部・マラウイ・モザンビーク・ソマリア南部沿岸地域の一部でも話されている。コモロ語はスワヒリ語の近縁の言語であるが、アラビア語からの借用要素がより多いものである。スワヒリ語話者はかつて北はモガディシュまで広がっており、紅海南部の港市やアラビア半島南岸、ペルシャ湾岸でも通用した。しかし、20世紀半ばまでにソマリアにおけるスワヒリ語の範囲はキスマヨ、バラワおよび周辺の海岸沿いと沖合の小島のみへと狭まり、1990年にはスワヒリ語話者を含む多くのバントゥー系が内戦を避けてケニアへ流れた。現在ソマリアに残っているスワヒリ語話者の人口は定かでない。また、アフリカ連合においては英語、フランス語、スペイン語、ポルトガル語、アラビア語と並んで6つの公用語のうちのひとつとなっている。スワヒリ語話者の増大と言語の地位上昇に伴い、世界各国の放送局がスワヒリ語放送を開始している。スワヒリ語圏以外でスワヒリ語放送を行っている、あるいは行っていた放送局は、BBCワールドサービス、ボイス・オブ・アメリカ、ドイチェ・ヴェレ、ロシアの声、中国国際放送、ラジオ・フランス・アンテルナショナル、ラジオ・スーダン、ラジオ・南アフリカなどである。
ガスリーによるバントゥー諸語の分類法では、スワヒリ語はGゾーンに属する。
スワヒリという語は、アラビア語で「海岸に住む人」を意味する「sawāhalii سواحلي」に由来する（sawāhaliiは「sāhil ساحل」（海岸、境界）の複数形「sawāhil سواحل」の派生語）。
知られている最も古いスワヒリ語文献は、1711年にキルワ島でアラビア文字で書かれた手紙である。これはキルワ王国のスルターンが、モザンビークのポルトガル人と、地元の同盟国に向けて書いたものである。この手紙は、現在はインドのゴアにある歴史的公文書館に収蔵されている。このほか、知られている最古のスワヒリ語文献の一つには1728年の『Utendi wa Tambuka』（Tambukaの物語）と題するアラビア文字による叙事詩がある。ラテン文字が一般化したのはヨーロッパ諸国による植民地化以後のことである。
スワヒリ語は「メサリ (methali)」、すなわち言葉遊び・洒落・韻文の形をとる諺・寓話の類が発達している（例：Haraka haraka haina baraka 英訳：Hurry hurry has no blessing）。メサリはスワヒリラップ（Swahili rap, Swah rap）の中にも見ることができ、音楽に文化・歴史・地域的な質感を与えている。

## 歴史

### スワヒリ語の由来
現代スワヒリ語にはアラビア語やペルシャ語以外にも英語からなどの借用語が多く含まれており、とくに語彙の5割がアラビア語であると言われているため、クレオール言語の一つと見なされているが、学説上では単一言語起源説と複数の言語的な核の存在を想定する説で分かれている。
単一起源説
マインホフやレールによれば、現在のザラモ族の祖先（Washombi族）がスワヒリ族であり、スワヒリ海岸に住んでいた彼らが利用していた言語にアラブやペルシャ語の語彙が混じったものがスワヒリ語だったというものである。根拠としてはマサイ語でスワヒリ語がEnguduku ol-Ashumbaとすることがあげられている。
非単一起源説
イスラーム化した海岸諸民族は、他の民族と区別されアラブ人と同一の社会を構成した。その場合14-15世紀にスワヒリ語を媒介とした薄い連帯が16世紀に完成したと見なす。その場合の発祥の中心としてラム島を想定するクルムなどがいるが、アラビア人の最初の逗留地はソマリア海岸であることから反論されている。

### 発展・伝播

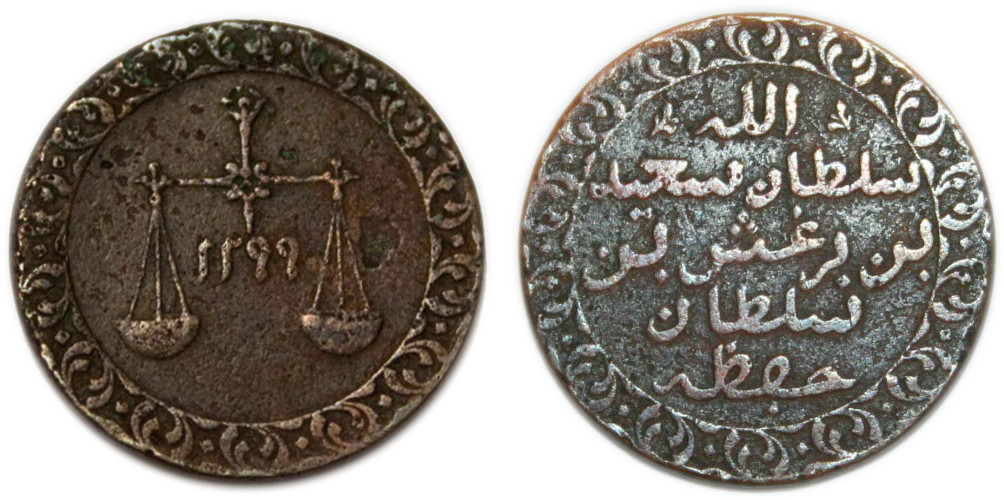
アラビア文字で書かれたスワヒリ語のコイン。ザンジバルの1Pysar硬貨。イスラム暦1299年(西暦1882年)発行

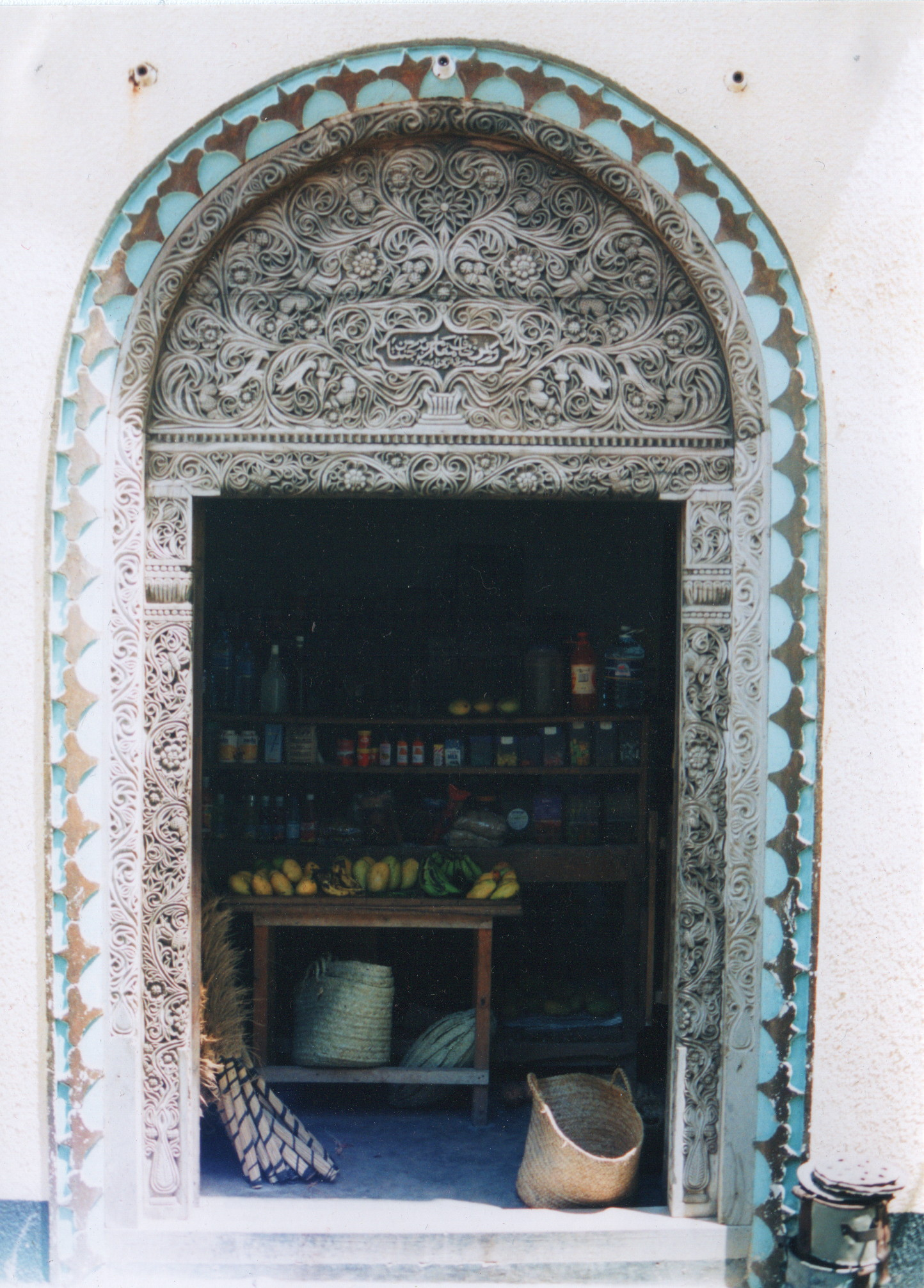
アラビア文字で書かれたスワヒリ語。ケニア、ラム島の家屋の木のドア

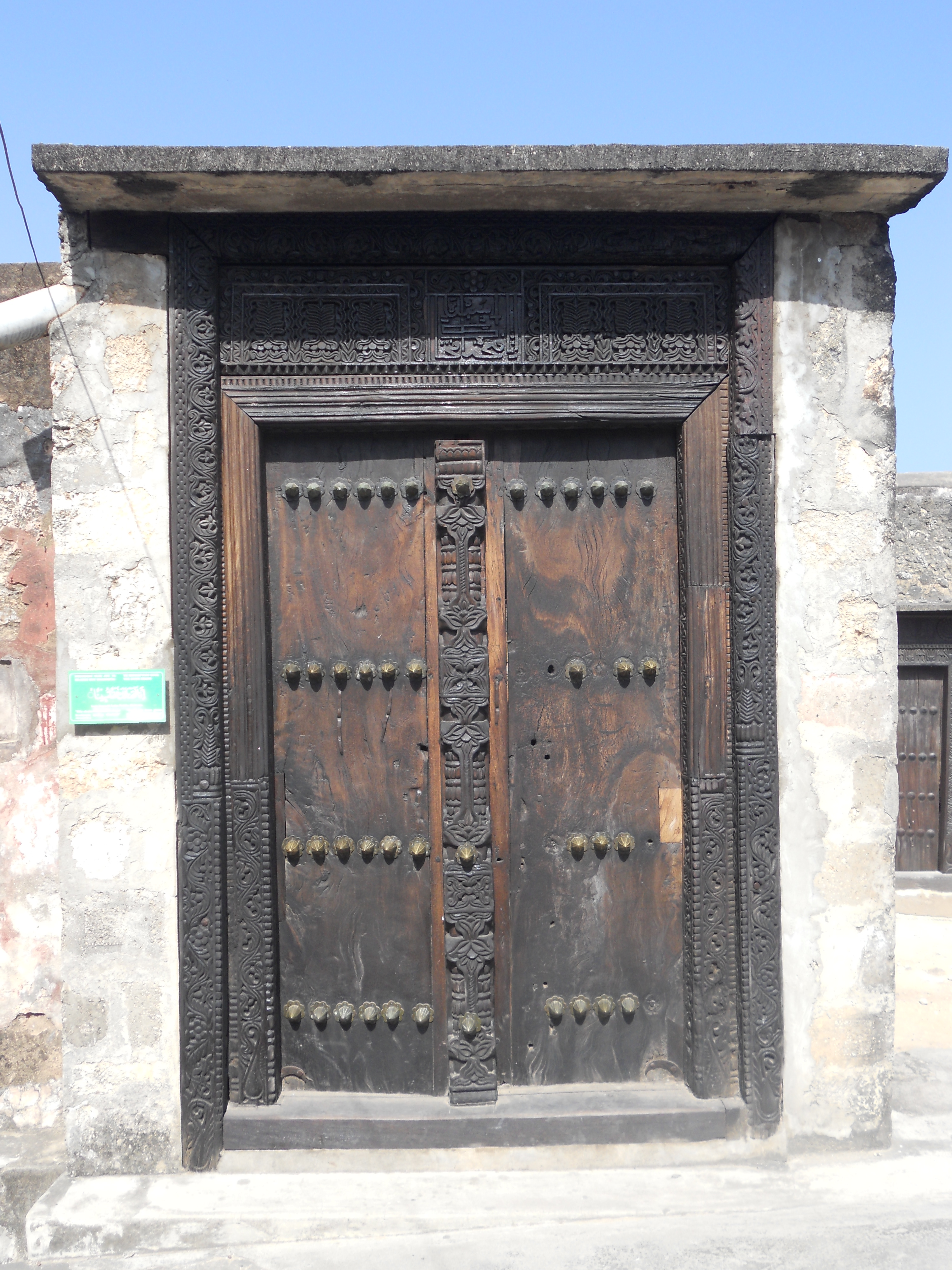
アラビア文字で書かれたスワヒリ語。ケニア、モンバサのフォート・ジーザス

上記のようなさまざまな説があるものの、アフリカ東部沿岸にポルトガルが来航した16世紀初頭までにはスワヒリ語としてある程度整った言語体系がすでに成立していたと考えられている。しかし、その範囲はそれほど広いものではなかった。スワヒリ語が沿岸部全体に拡散していくのは、ポルトガルがこの地域の覇権を握った16世紀からと考えられている。アラブ人がポルトガルによって排除されたことから、それまでこの地域の商業用言語であったアラビア語の影響力が衰退し、かわってスワヒリ語が商業言語として台頭してきた。スワヒリ語を母語とするシラジ人がこのころザンジバルを中心に勢力を拡大しているのもスワヒリ語拡散の一因となった。17世紀にはポルトガルに代わってアラビア語を母語とするオマーンのヤアーリバ朝がこの地域の覇権を握るが、ほどなくしてオマーン本土で混乱が生じたため強力な統治を行うことができず、文化的影響はそれほど大きくなかった。
こうしてイスラーム化した海岸部を中心に海岸部諸都市の母語となったスワヒリ語は、1800年ごろから内陸部への伝播がはじまる。海岸部と内陸部との交易がさかんとなり、とくに海岸部のザンジバルシティに本拠を置いたオマーン王国ブーサイード朝のサイイド・サイード王の下でキャラバン交易は急拡大する。奴隷や象牙などを求めて内陸部にキャラバンが分け入っていき、それに伴ってリンガフランカとしてのスワヒリ語の拡大が始まった。1880年代にキリスト教の宣教師によってスワヒリ語のラテン文字表記が開発されると、それまでアラビア文字を通してあったイスラム教との強いつながりが弱まり、純粋な交易用言語となったスワヒリ語はキリスト教徒などにも受け入れやすいものとなった。19世紀末になるとザンジバル・スルタン国領だった海岸部はイギリスとドイツに分割されたが、両国ともに支配用の言語としてスワヒリ語を重視し、積極的な普及を行った。第一次世界大戦が終わり、ドイツ領だったタンガニーカがイギリス領となると、イギリスはこの地域を英領東アフリカ植民地としてまとめ、域内のリンガフランカとしてスワヒリ語を利用した。
しかし、この時期までのスワヒリ語は方言の連続体であり、いわゆる標準語が存在しなかった。そこで1928年6月にモンバサで東アフリカの植民地間会議が行われ、そこで標準語採用が正式決定された。候補はケニアのモンバサ方言とザンジバルのザンジバル都市部方言であったが、イスラムと結びついているモンバサ方言に対し交易用言語としてより広範囲に広がっていたザンジバル都市部方言のほうが好適と判断され、1930年には領土間言語委員会が設置されてザンジバル都市部方言を元とした標準語制定が開始された。この委員会にはスワヒリ母語話者が存在しなかったが、これによって正書法が確立され、また辞書編纂などによって標準スワヒリ語はこの時期に確立した。

## 音韻
さまざまな言語・文化を背景に持つ広範囲の地域で通用する共通語として発展した経緯があるためか、スワヒリ語はサハラ以南の言語としては珍しく声調を持たない。ただしモンバサで話されるMvita方言は例外。

### 母音
標準スワヒリ語は /ɑ/、/ɛ/、/i/、/ɔ/、/u/ の5母音。音素 /u/ の発音はIPAにおける [u] と [o] の中間である（イタリア語のuに似る）。母音弱化は強勢にかかわらず起こらない。欧米の言語に多い二重母音はなく、連続する母音は別々の母音として発音される（例：chui [tʃu.i]（豹））

### 子音
|                | 両唇音   | 唇歯音  | 歯音     | 歯茎音   | 後部歯茎音 | 硬口蓋音    | 軟口蓋音 | 声門音 |
| -------------- | -------- | ------- | -------- | -------- | ---------- | ----------- | -------- | ------ |
| 鼻音化閉鎖音   | m /m/    |         |          | n /n/    |            | ny /ɲ/      | ng’ /ŋ/  |        |
| 前鼻音化閉鎖音 | mb /ᵐb/  |         |          | nd /ⁿd/  |            | nj /ᶮɟ~ⁿdʒ/ | ng /ᵑɡ/  |        |
| 入破音         | b /ɓ/    |         |          | d /ɗ/    |            | j /ʄ/       | g /ɠ/    |        |
| 無気閉鎖音     | p /p/    |         |          | t /t/    | ch /tʃ/    |             | k /k/    |        |
| 有気閉鎖音     | (p /pʰ/) |         |          | (t /tʰ/) | (ch /tʃʰ/) |             | (k /kʰ/) |        |
| 前鼻音化摩擦音 |          | mv /ᵐv/ |          | nz /ⁿz/  |            |             |          |        |
| 有声摩擦音     |          | v /v/   | (dh /ð/) | z /z/    |            |             | (gh /ɣ/) |        |
| 無声摩擦音     |          | f /f/   | (th /θ/) | s /s/    | sh /ʃ/     |             | (kh /x/) | h /h/  |
| ふるえ音       |          |         |          | r /r/    |            |             |          |        |
| 側面接近音     |          |         |          | l /l/    |            |             |          |        |
| 接近音         |          |         |          |          |            | y /j/       | w /w/    |        |

註：
- 鼻音化閉鎖音は閉鎖音の直前に現れるとき独立した音節をなす（例：mtoto [m.to.to]（子供）、nilimpiga [ni.li.m.pi.ɠa]（私は彼を殴った））。また、前鼻音化閉鎖音は二音節に分割される場合（ 例：mbwa [m.bwa]（犬））があるが、普通は起こらない（例：ndizi [ndi.zi]（バナナ）、nenda [ne.nda]（行く） ※[nen.da]ではない）。
- 摩擦音 th dh kh gh はアラビア語からの借用である。多くのスワヒリ語話者はそれぞれ [s] [z] [h] [r] と発音する。
- スワヒリ語の正書法は無気音と有気音を区別しない。Nクラスの名詞が閉鎖音で始まる場合、帯気によって弁別する方言もあるが（例：tembo [tembo]（ヤシ酒）に対してNクラス名詞 tembo [tʰembo]（象））、一般的ではない。有気音をアポストロフィーで書き表す方法もある（t'embo（象））。
- l と r は多く混同されており（その程度は各話者の母語の音韻構造による）、どちらもしばしば [ɺ] （日本語では、語頭の「ら」行に表れる）と発音される。

## 表記
かつてはアラビア文字が使われたが、現在では公的な場面や学校教育ではラテン文字表記を用いている。ただし、現在でもイスラム教徒の私信などにおいてアラビア文字で書かれることがある。

### ラテン文字表記
| A   | B   | Ch  | D   | E   | F   | G   | H   | I   | J   | K   | L   | M   | N   | O   | P   | R   | S   | T   | U   | V   | W   | Y   | Z   |
| /a/ | /b/ | /ʧ/ | /d/ | /e/ | /f/ | /g/ | /h/ | /i/ | /ɟ/ | /k/ | /l/ | /m/ | /n/ | /o/ | /p/ | /r/ | /s/ | /t/ | /u/ | /v/ | /w/ | /j/ | /z/ |
| dh  | gh  | ng' | ny  | sh  | th  |     |     |     |     |     |     |     |     |     |     |     |     |     |     |     |     |     |     |
| /ð/ | /γ/ | /ŋ/ | /ɲ/ | /ʃ/ | /θ/ |     |     |     |     |     |     |     |     |     |     |     |     |     |     |     |     |     |     |

- q と x は使用されない。
- c は単独で使われることはなく、常に ch と書かれる。
- ng' は子音 /ŋ/ を表すが、ng のようにアポストロフィーがないと二重子音 /ng/ となる。

### アラビア文字表記
| アラビア文字 スワヒリ | ラテン文字 スワヒリ     |
| --------------------- | ----------------------- |
| ا                     | aa                      |
| ب                     | b p mb mp bw pw mbw mpw |
| ت                     | t nt                    |
| ث                     | th?                     |
| ج                     | j nj ng ng' ny          |
| ح                     | h                       |
| خ                     | kh h                    |
| د                     | d nd                    |
| ذ                     | dh?                     |
| ر                     | r d nd                  |
| ز                     | z nz                    |
| س                     | s                       |
| ش                     | sh ch                   |
| ص                     | s, sw                   |
| ض                     | ?                       |
| ط                     | t tw chw                |
| ظ                     | z th dh dhw             |
| ع                     | ?                       |
| غ                     | gh g ng ng'             |
| ف                     | f fy v vy mv p          |
| ق                     | k g ng ch sh ny         |
| ك                     | k g ng ch sh ny         |
| ل                     | l                       |
| م                     | m                       |
| ن                     | n                       |
| ه                     | h                       |
| و                     | w                       |
| ي                     | y ny                    |

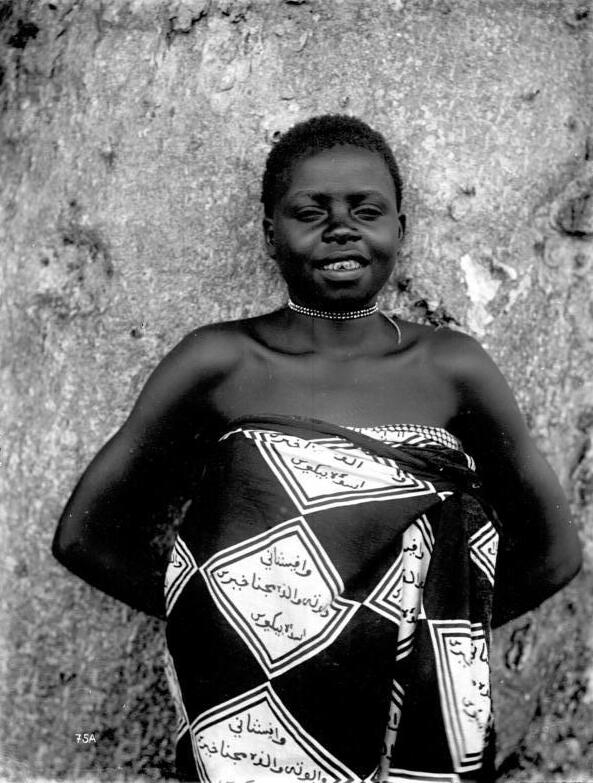
アラビア文字で書かれたスワヒリ語の服を着た女性。タンザニア、1900年代初頭

スワヒリ語をアラビア文字で表記する場合、アラビア語に由来する単語に関しては元々のアラビア語の通りに綴られる。その際、スワヒリ語では発音上、区別されない音素も、アラビア語の通りに表記し分けられる。
以下スワヒリ語に特有のアラビア文字表記に関して説明する。nd、nj、nyに関してはそれに対応するアラビア文字を二字並べて表記する。p,chを表記する文字はアラビア語には存在しないが、スワヒリ語ではペルシア語と同様、b、jの点を3点に増やした形で表記する。gはアラビア文字のghの点を2点に増やし、点を横に並べた形で表記し、ngはnとghの点を2点にしたものを並べて表記する。vはアラビア文字のwのものの上部に点を3点加えた形で表記する。母音の表記に関しては大陸のものとザンジバルのものとで若干異なる。スワヒリ語は原則母音の長短を区別しない言語であり、アラビア語に由来する語彙以外は、全て母音は母音符号のみで表記する。a,i,uはアラビア語の母音符号と同様のものを使用する。eに関しては、大陸では子音の下部に縦に直線を引き、ザンジバルではレ点のような符号を子音の下部に打つ。oに関しては大陸ではuの符号を、180度回転させたものを子音の上部に打ち、ザンジバルではレ点を子音の上部に打つ。

## 文法

### 名詞クラス
バントゥー諸語全体の特徴でもあるが、名詞はいくつかの部類に分類され、部類ごとに特定の接頭辞が付く。その部類を名詞クラスと称する。さらにどの部類の名詞を形容するかによって形容詞が変化し、どの部類の名詞を主語あるいは目的語にするかによって動詞が変化する。このため、文脈上明らかな場合は 主語や目的語を省略できる。
Meinhof systemに則って単数と複数を別々に数えるなら、祖語には22クラスあったとされ、ほとんどのバントゥー諸語が少なくともそのうち10クラスを有している。スワヒリ語には16クラスあり、うち6クラスが単数名詞、5クラスが複数名詞、1クラスが抽象名詞、1クラスが動詞の不定詞（名詞的な扱い）、3クラスが場所を主として示す。
| クラス | 接頭辞      | 単数  | 意味           | 複数  | 意味         |
| ------ | ----------- | ----- | -------------- | ----- | ------------ |
| 1, 2   | m-/mu-, wa- | mtu   | 人             | watu  | 人(複数)     |
| 3, 4   | m-/mu-, mi- | mti   | 木             | miti  | 木(複数)     |
| 5, 6   | Ø/ji-, ma-  | jicho | 目             | macho | 目(複数)     |
| 7, 8   | ki-, vi-    | kisu  | ナイフ         | visu  | ナイフ(複数) |
| 9, 10  | Ø/n-, Ø/n-  | ndoto | 夢             | ndoto | 夢(複数)     |
| 11     | u-          | ua    | 花             |       |              |
| 14     | u-          | utoto | 子供であること |       |              |

単数がm-、複数がwa-で始まる名詞は「生物」、とくに「人」を示す（例：mtu（人）・watu（複数）、mdudu（虫）・wadudu（複数））。 単数がm-、複数がmi-で始まる名詞は「植物」を示すことが多い（例：mti（木）・miti（複数））。動詞の不定詞はku-で始められる（例：kusoma（読む））。それ以外のクラスは区分が複雑である。単数がki-、複数がvi-で始まる名詞は、しばしば工具などの「人工物」を示す。このki-/vi-交替は、語根がki-で始まる外来語にまで適用される（例：kitabu（本、アラビア語のkitābに由来）→vitabu（複数））。このクラスは「言語」も示し（例：Kiswahili（スワヒリ語））、指小辞としても使われる。かつてのバントゥー語では別々だったクラスが合流したものである。u-で始まる名詞はたいてい抽象名詞を示し、複数はない（例：utoto（子供であること？））。n-やm-または接頭辞なしで始まり、単複同形のクラスもある。単数がji-または接頭辞なし、複数がma-で始まるクラスは、しばしば指大辞として使用される。

### 照応
名詞だけ見る限り所属クラスが不明確な場合でも一致を確かめれば分かる。形容詞や数詞は通常、名詞の接頭辞をとる。動詞は別の接頭辞の体系をとる。（下記参照）
| 単数                         | 単数                         | 単数                         |  | 複数                     | 複数                     | 複数                     |
|                              |                              |                              |  |                          |                          |                          |
| mtoto                        | mmoja                        | anasoma                      |  | watoto                   | wawili                   | wanasoma                 |
| 子供                         | 1                            | 読んでいる                   |  | 子供（複数）             | 2                        | 読んでいる（複数）       |
| （一人の）子供が読書している | （一人の）子供が読書している | （一人の）子供が読書している |  | 二人の子供が読書している | 二人の子供が読書している | 二人の子供が読書している |
|                              |                              |                              |  |                          |                          |                          |
| kitabu                       | kimoja                       | kinatosha                    |  | vitabu                   | viwili                   | vinatosha                |
| 本                           | 1                            | 十分だ                       |  | 本（複数）               | 2                        | 十分だ（複数）           |
| 一冊の本で十分だ             | 一冊の本で十分だ             | 一冊の本で十分だ             |  | 二冊の本で十分だ         | 二冊の本で十分だ         | 二冊の本で十分だ         |
|                              |                              |                              |  |                          |                          |                          |
| ndizi                        | moja                         | inatosha                     |  | ndizi                    | mbili                    | zinatosha                |
| バナナ                       | 1                            | 十分だ                       |  | バナナ（複数）           | 2                        | 十分だ（複数）           |
| 一本のバナナで十分だ         | 一本のバナナで十分だ         | 一本のバナナで十分だ         |  | 二本のバナナで十分だ     | 二本のバナナで十分だ     | 二本のバナナで十分だ     |

同一の名詞語根に異なる名詞クラスの接頭辞を付加することで派生語を作れる。
例1：「人」クラスmtoto (watoto)(子供）・抽象名詞クラスutoto（子供であること）・縮小語クラスkitoto (vitoto)（幼児）・増大語クラスtoto (matoto)（年長の子供）
例2：「植物」クラスmti (miti)（木）・「人工物」クラスkiti (viti)（椅子）・増大語クラスjiti (majiti)（大木）・kijiti (vijiti)（棒）・ujiti (njiti)（細く高い木）
スワヒリ語の名詞クラスのシステムは文法性の一種とされるが、ヨーロッパの言語に見られる文法性とは異なる点がある。ヨーロッパの言語の文法性がほぼ恣意的であるのに対し、スワヒリ語における名詞のクラス分類は多分に意味的な関連性に基づいているのだ。しかし、名詞クラスを「人」や「木」といった単純なカテゴリーと捉えることはできない。意味が拡張され、拡張された意味に似た単語意味がまた拡張され、ということが行われた結果、名詞クラスは意味で繋がった網となっている。今でもその繋がりは広く理解されているが、非スワヒリ語話者には分かりづらいものがある。
スワヒリ語では普通の人の名詞クラスは「人」だが、盲人などの障害者は「もの」で表現されていた。この障害者差別的な語法に反対し、近年多くの障害者や人権団体などが障害者を「人」クラスで表す語法を広めている。
有名なスワヒリ語にはJamboがあるが、「物事」の意味で、"Hujambo.", "Hamjambo." のように人称接頭辞をつけることで、挨拶の言葉となる。

### 動詞複合体
スワヒリ語の動詞が動詞そのまま（動詞語幹そのまま）で使われるのは命令形のみであり、通常は主語と対応した接頭辞、時制標識、目的語を示す接頭辞など様々な接頭辞が複合的に付加される。さらに動詞の意味を拡張する接尾辞も追加されることもある。こうした複合体を動詞複合体という。
なお目的語の接頭辞は目的語と照応したものが使われる。

## 方言と統制機関
標準スワヒリ語は1930年にザンジバル方言を元に定められているが、スワヒリ語には多くの方言が存在する。特に20世紀にスワヒリ語使用域が急拡大するのに伴い、白人入植者や各地のアフリカ人との混交から生まれたケニア内陸部のアップカントリー・スワヒリ（内陸スワヒリ）や、コンゴ盆地のコンゴ・スワヒリなどといった新たな方言が生まれた。とくにコンゴ民主共和国のマニエマ地方などで話される方言はキングワナとよばれる。スワヒリ語を統制する機関は1967年に設立されたタンザニアの国立スワヒリ語審議会（Baraza la Kiswahili la Taifa、BAKITA）と、1998年に設立されたケニアの国立スワヒリ語協会（Chama cha Kiswahili cha Taifa、CHAKITA）がある。

## 各国の現況

### タンザニア
2012年現在、最もスワヒリ語の重要性が高いのはタンザニアである。タンザニアにおいてはスワヒリ語は元々タンガニーカ海岸部のスワヒリ系民族の母語であり、内陸部にも広く浸透していた。これを受けて1960年のタンガニーカ独立と同時においてスワヒリ語は公用語に指定された。1964年には沖合いに浮かぶザンジバルと合併してタンザニア連合共和国となるが、ザンジバルにおいてはもともとスワヒリ語の母語話者がほとんどを占めており、この政策はより推進されることとなった。このスワヒリ語重視政策を立案し推進したのは、タンガニーカ初代大統領のジュリウス・ニエレレである。ニエレレは言語統一こそが国家統一において最も重要なものの一つであると考え、スワヒリ語の普及と整備に多大な貢献をした。スワヒリ語公用語化はニエレレの政策であるが、ほかのアフリカ新独立国においては、共通語として現地の言葉が広い地域で通用することはあるものの、在来の言葉を公用語化した国家は存在しない。1967年には国立スワヒリ語審議会を設立し、語彙や文法の整備を政府の手で行った。
その結果、タンザニアにおいて、政府関係の文書は基本的にスワヒリ語で作られている。マスコミにおいてもスワヒリ語は積極的に使用され、また、初等教育はすべてスワヒリ語で行われ、政府もさまざまな形で普及を図っている。これはタンザニア人としてのアイデンティティ創出の一環として推進された。その結果、タンザニアでは国民のほぼ100%がスワヒリ語を解するとされ、国家内で同一の言語が通じることはタンザニアの政情安定に大きく貢献しているとされる。一方で、語彙の整備が行われスワヒリ語が高等教育にも十分耐えうる言語となっているにもかかわらず、高等教育においては英語教育が貫かれ、スワヒリ語での高等教育は行われていない。これは他のアフリカ諸国と同様、エリート層においては英語能力がほぼ必須であり、高等教育をスワヒリ語化することでエリート層の優位性の一つが崩れてしまうことへの反発や、研究書等のスワヒリ語訳にはコストがかかり、そのまま英語を使用した方が安上がりに済む場合が多いなどの理由がある。また、小学校から学校では一貫してスワヒリ語中心の生活を子供たちが送るため、タンザニア国内各地に点在する諸語の利用が低下し、各民族語の継承が困難になるケースも散見されている。

### ケニア
ケニアにおいてはスワヒリ語は国語とされ、また英語とともに公用語に定められている。これまで正式には定められていなかったが、2010年8月27日に発布された新憲法においてその地位は明確に規定された。ケニアにおいてもスワヒリ語はリンガフランカとしての地位を保っており、かなりの数の人々が共通語としてスワヒリ語を解することができる。ただし、特に首都ナイロビで話されるスワヒリ語は標準スワヒリ語からはかなりかけ離れたものであり、ナイロビ・スワヒリ語とも呼ばれる方言が使用されている。いっぽうで、隣国タンザニアと異なり学校教育においては英語が教育言語として使用されており、初期教育においては諸民族語も指定されているものの、母語話者の少ないスワヒリ語は海岸部の母語話者地域を除いては教育言語とはなっていない。また、公用語としても英語の使用が優勢である。首都ナイロビは本来はキクユ語圏であり、キクユ語を中心に話すものも数多い。
1970年代より、首都ナイロビを中心に、上記のナイロビ・スワヒリ語とはまた別の、シェン（Sheng）と呼ばれるスワヒリ語の方言が発生した。シェン（Sheng）とはスワヒリ語（Swahili）と英語（English）の合成語であり、その名のとおりスワヒリ語のナイロビ方言に英語やルヒヤ語、キクユ語、カンバ語、ルオ語といった近隣諸民族の言語の語彙を多く導入したもので、マタツ（乗り合いタクシー）の運転手などから若者言葉として広まり、音楽などのポップカルチャーなどにも使用されるようになった。

### ウガンダ
ウガンダにおいては、スワヒリ語の地位は上記2国に比べてもなお低い。ウガンダは首都カンパラを擁する旧ブガンダ王国地域が主導権を握っており、共通語もガンダ人の話すガンダ語が使用されることが多い。これに反発するブガンダ以外の諸地域はガンダ語の普及に消極的であり、国内のどの民族の母語でもないスワヒリ語は彼らの支持によって2005年に英語と並ぶ公用語に指定された。これは、スワヒリ語が重要な役割を果たすケニアおよびタンザニアとの東アフリカ連邦構想を念頭においたものでもある。しかし、ウガンダ国内ではスワヒリ語は北部のナイロート系民族が共通語として使用しているだけであり、公用語として長く使用されてきた英語や共通語として力を持つガンダ語に比べるとスワヒリ語の重要性は低いものとなっている。

### コンゴ民主共和国
コンゴ民主共和国においては、スワヒリ語は公用語ではないが4大共通語のひとつであり、リンガラ語、ルバ語、コンゴ語とならんで国語に指定されている。スワヒリ語の使用地域は東部および南部であり、旧カタンガ州や北キヴ州、南キヴ州、マニエマ州、旧東部州南部、旧西カサイ州東部などが使用地域である。ただし、あくまでもリンガフランカとしての普及であり、母語話者は存在しない。また、教育言語はフランス語であり、スワヒリ語をはじめとする4つの国語は小学校の最初の2年間のみ教授言語とされ、その後は学科としても教えられない。コンゴは多民族・多言語国家であるが、首都キンシャサはリンガラ語圏に属する。このため、モイーズ・チョンベやローラン・カビラ、ジョゼフ・カビラといったスワヒリ語圏出身の政治家との間に摩擦が起きることがある。2006年のコンゴ大統領選挙時には、東部のスワヒリ語圏を固めたジョゼフ・カビラに対し、リンガラ語圏出身の対立候補であるジャンピエール・ベンバが排外主義をあおり、大きな混乱が起きた。

### ルワンダ
ルワンダではほぼ100%の国民にルワンダ語が普及しており、スワヒリ語は商用言語として使われる程度であったが、周辺国との関係から2017年に公用語に制定された。また、2015年以来学校教育での必修言語となっている。なお、ルワンダでは2008年まではフランス語が、それ以降は英語が教授言語となっている。

## その他
日本において専門的にスワヒリ語を学ぶことのできる大学は、大阪大学の外国語学部スワヒリ語専攻が唯一のものである。これは、大阪外国語大学に開設されていたスワヒリ語専攻が2007年の大阪大学と大阪外国語大学の統合によって同大に引き継がれたものである。